# Mandawad
Mandawad (Mandavad, Mandav Gadh) fou un estat tributari protegit a l'agència de Kathiawar, presidència de Bombai. El seu giras (cap) va arribar a dominar més de 150 pobles; durant el regnat de Wala Harsur Bapu, que era menor (havia nascut el 1800), la giràsia veïna governada per Bawa Wala va conquerir el territori i el va annexionar però 10 anys després Harsur Bapu va assassinar Bawa Wala i va recuuperar el seu domini. Els descendents de Bawa van intentar la revenja i el nawab de Junagarh va intervenir i va segrestar l'estat d'Harsur Bapu; en no tenir res aquest va esdevenir un fora de la llei, i finalment va acabar demanant ajut britànic. Amb la mediació d'aquestos es va arribar a un acord (parwana) pel qual Harsa era restaurat però rebia només 6 pobles i alguns privilegis a la selva de Gir (fusta, ramats) que posteriorment foren transformats en un pagament de 3.500 rúpies i una aportació de menjar en anys de fam. La capital es va establir inicialment a Nani Visavadar, que fou rebatejada anys després Mandawad (nom oficial "Nava Visavadar urfe -àlies- Mandavad"). Els sobirans portaven el títol de darbar (governant).

## Llista de darbars
- Harsur Wala ?-1856
- Kala Wala 1856-1860
- Harsur Wala II 1860-1912
- Jiva Wala 1912-1936
- Babbhai Jiva Wala 1936-?
- Kala Jiva Wala ?-1949